# Charadriidae (Sibley)
Famille
Dans la taxinomie Sibley-Ahlquist, la famille des Charadriidae comprend deux sous-familles :
- les Charadriinae, correspondant à peu près à la famille traditionnelle des charadriidés;
- les Recurvirostrinae regroupant les Recurvirostridae et le bec-d'ibis tibétain qui constituent la tribu des Recurvirostrini, groupe frère des Haematopodini (huîtriers) :

```
                |——
Charadriinae

                |

Charadriidae
———|
                |                   |——
Haematopodini

                |                   |
                |——
Recurvirostrinae
—————|
                                        |——
Recurvirostrini
```

## Liste alphabétique des genres
- Anarhynchus Quoy et Gaimard, 1830
- Charadrius Linnaeus, 1758
- Cladorhynchus Gray, 1840
- Elseyornis Mathews, 1913
- Erythrogonys Gould, 1838
- Eudromias Brehm, 1830
- Haematopus Linnaeus, 1758
- Himantopus Brisson, 1760
- Ibidorhyncha Vigors, 1832
- Oreopholus Jardine et Selby, 1835
- Peltohyas Sharpe, 1896
- Phegornis Gray, 1846
- Pluvialis Brisson, 1760
- Recurvirostra Linnaeus, 1758
- Thinornis Gray, 1845
- Vanellus Brisson, 1760